# 新高里
新高里位於臺灣臺中市太平區西北部，依順時針方向，與北屯區水景里、廍子里，太平區新坪里、新城里、宜昌里，東區東英里，太平區新福里、新光里、新興里相鄰。面積約為0.4392平方公里，人口計有13,341人，是太平區人口最多的里。

## 里名由來
源自境內早期聚落「新高社區」。

## 歷史沿革
新高里民國初屬新光村，後於民國85年（1996年）8月1日改制為新光里）管轄。民國94年（2005年）8月，行政區再次調整，劃新光里西南角置新高里。

## 人口
根據臺中市政府民政局統計，2024年底新高里戶數約5.4千戶，人口約1.3萬人，是太平區人口最多的里，在臺中市所有里則排行第18多。2024年底新高里人口的年齡結構中，幼年人口佔比約23.71%，壯年人口佔比約67.36%，老年人口則佔比約8.92%，老化指數約為37.65%，是太平區人口平均年齡最低的里。